# Kerlon Moura
Kerlon Moura Souza (Ipatinga, 27 de enero de 1988) es un exfutbolista brasileño que jugaba como mediapunta. Se destacó especialmente en su etapa como juvenil, impresionando a expertos y aficionados por sus actuaciones como miembro de la selección de fútbol sub-17 de Brasil. Se le atribuye haber popularizado a la foquinha, una forma de regate que consiste en levantar el balón a la altura de la cabeza y desplazarse velozmente por el campo de juego dándole golpes con la frente.

## Trayectoria
Formado en las filas del Ipatinga Fútbol Club, fue más tarde reclutado por el Cruzeiro. Allí haría su debut como profesional a una edad temprana, siendo considerado un futbolista con una enorme proyección futura.
En septiembre de 2008 dejó su país para incorporarse al AC Chievo Verona de la Serie A de Italia. Luego de una temporada en la que jugó sólo 4 partidos con el equipo, el Inter de Milán apostó por él ofreciéndole un contrato por tres años. Sin embargo nunca encontró lugar en ese club, por lo que fue cedido, primero, a un equipo de los Países Bajos, y luego a equipos brasileños. 
Desvinculado del club italiano en 2012, emprendió una carrera como futbolista trotamundos que lo llevó a formar parte de varios clubes enrolados en ligas de bajo nivel de Japón, Barbados, Estados Unidos y Malta.
En enero de 2016 retornó a su país y se unió al Villa Nova, con el que disputó el Campeonato Mineiro. En junio de ese año estuvo cerca de fichar con el Junior de Barranquilla, pero finalmente la operación no se concretó.
Su última experiencia como profesional fue jugando para el Spartak Trnava de la Superliga de Eslovaquia.
Se retiró en octubre de 2017 con sólo 29 años, viéndose físicamente afectado por todas las lesiones que sufrió a lo largo de su carrera.

## Selección nacional
Disputó el Campeonato Sudamericano Sub-17 de 2005, en el cual el representativo de Brasil se adjudicó el título. En esa ocasión Kerlon terminó el certamen como el máximo goleador y fue reconocido como el mejor jugador del torneo. Por haber padecido una lesión severa, no pudo participar de la Copa Mundial de Fútbol Sub-17 de 2005.
Posteriormente fue convocado para integrar la selección de fútbol sub-20 de Brasil, pero no llegó a actuar en ningún campeonato oficial con la misma. 

### Participaciones internacionales
| Torneo                   | Sede      | Resultado |
| ------------------------ | --------- | --------- |
| Sudamericano Sub-17 2005 | Venezuela | Campeón   |

## Clubes
| Club                  | País           | Año       |
| --------------------- | -------------- | --------- |
| Cruzeiro EC           | Brasil         | 2005-2008 |
| AC Chievo             | Italia         | 2008-2009 |
| Inter de Milán        | Italia         | 2009-2012 |
| Jong Ajax (cedido)    | Países Bajos   | 2009-2010 |
| Paraná Clube (cedido) | Brasil         | 2011      |
| Nacional-MG (cedido)  | Brasil         | 2011-2012 |
| Fujieda MYFC          | Japón          | 2012-2014 |
| Weymouth Wales        | Barbados       | 2015      |
| Miami Dade FC         | Estados Unidos | 2015      |
| Sliema Wanderers      | Malta          | 2015      |
| Villa Nova            | Brasil         | 2016      |
| Spartak Trnava        | Eslovaquia     | 2016-2017 |

## Distinciones individuales
- Máximo goleador del Campeonato Sudamericano Sub-16 de 2004.
- Mejor jugador del Campeonato Sudamericano Sub-17 de 2005.
- Máximo goleador del Campeonato Sudamericano Sub-17 de 2005.

## Campeonatos nacionales
| Título             | Club        | País   | Año  |
| ------------------ | ----------- | ------ | ---- |
| Campeonato Mineiro | Cruzeiro EC | Brasil | 2006 |